# Tabanus appendicifer
Tabanus appendicifer är en tvåvingeart som beskrevs av Szilady 1926. Tabanus appendicifer ingår i släktet Tabanus och familjen bromsar.
Artens utbredningsområde är Turkmenistan. Inga underarter finns listade i Catalogue of Life.